# Borghetto Lodigiano
Borghetto Lodigiano är en ort och kommun i provinsen Lodi i regionen Lombardiet i Italien. Kommunen hade 4 311 invånare (2018).